# Tryphon collaris
Tryphon collaris là một loài tò vò trong họ Ichneumonidae.